# Walt Disney Motion Pictures Group
De Walt Disney Motion Pictures Group (tot 2007 bekend als Buena Vista Motion Pictures Group) is een collectie van filmmaatschappijen en onderdeel van The Walt Disney Company. Het bedrijf omsluit de volgende filmbedrijven:
- Walt Disney Pictures
- Touchstone Pictures
- Hollywood Pictures
- Miramax Films (New York)

## Bedrijfsinformatie
De naam Buena Vista komt oorspronkelijk van een veel ouder bedrijf genaamd Buena Vista Distribution (momenteel in Nederland bekend onder de naam Buena Vista Home Entertainment en in het begin van de jaren '90 als Benevista Home Entertainment), een bedrijf dat opgericht is in 1955 door Walt Disney om de distributie van zijn films te verzorgen. Dat bedrijf heeft zijn naam weer te danken aan de straat waaraan de Walt Disney Studios liggen in Burbank.
De president van Buena Vista is Oren Aviv, die zich moet verantwoorden aan Dick Cook, bestuursvoorzitter van de Walt Disney Studios. Cook moet zich weer verantwoorden aan Robert Iger, CEO/president van The Walt Disney Company.
In 2003 produceerde Walt Disney Pictures hun allereerste PG-13-film (niet voor onder de 12), Pirates of the Caribbean: The Curse of the Black Pearl en in 2005 het vervolg Pirates of the Caribbean: Dead Man's Chest.